# HD DVD
HD DVD (por las siglas de High Density Digital Versatile Disc), traducido al español como disco digital versátil de alta densidad, fue un formato de almacenamiento óptico desarrollado como un estándar para el DVD de alta definición por las empresas Toshiba, Microsoft y NEC, así como por varias productoras de cine. Puede almacenar hasta 30 GB.
Este formato finalmente sucumbió ante su inmediato competidor, el Blu-ray, por convertirse en el estándar sucesor del DVD. Después de la caída de muchos apoyos de HD DVD, Toshiba decidió cesar de fabricar más reproductores y continuar con las investigaciones para mejorar su formato.

## Descripción
Existen HD DVD de una capa, con una capacidad de 15 GB (unas 4 horas de vídeo de alta definición) y de doble capa, con una capacidad de 30 GB. Toshiba ha anunciado que existe en desarrolló un disco con triple capa, que alcanzaría los 51 GB de capacidad (17 GB por capa). En el caso de los HD DVD-RW las capacidades son de 15 y 30 GB, respectivamente, para una o dos capas. La velocidad de transferencia del dispositivo se estima en 36,5 Mbit/s.
El HD DVD trabaja con un láser violeta con una longitud de onda de 405 nm.
Por lo demás, un HD DVD es muy parecido a un DVD convencional. La capa externa del disco tiene un grosor de 0,6 mm, el mismo que el DVD y la apertura numérica de la lente es de 0,65 (0,6 para el DVD). 
Todos estos datos llevan a que los costos de producción de los discos HD DVD sean algo más reducidos que los del Blu-ray, dado que sus características se asemejan mucho a las del DVD actual.
Los formatos de compresión de vídeo que utiliza HD DVD son MPEG-2, Video Codec 1 (VC1, basado en el formato Windows Media Video 9) y H.264/MPEG-4 AVC.
En el aspecto de la protección anticopia, HD DVD hace uso de una versión mejorada del CSS del DVD, el AACS, que utiliza una codificación de 128 bits. Además está la inclusión del ICT (Image Constraint Token), que es una señal que evita que los contenidos de alta definición viajen en soportes no cifrados y, por tanto, susceptibles de ser copiados. En la práctica, lo que hace es limitar la salida de video a la resolución de 960x540 si el cable que va del reproductor a la televisión es analógico, aunque la televisión soporte alta definición. El ICT no es obligatorio y cada compañía decide libremente si añadirlo o no a sus títulos. Por ejemplo, Warner está a favor de su uso mientras que Fox está en contra. La AACS exige que los títulos que usen el ICT deben señalarlo claramente en la caja.
El formato HD DVD introduce la posibilidad de acceder a menús interactivos al estilo pop up lo que mejora sustancialmente la limitada capacidad de su antecesor, el DVD convencional, el cual poseía una pista especial dedicada al menú del film.
El HD DVD realiza su incursión en el mundo de los videojuegos tras el anuncio de Microsoft de la comercialización de un extensor para HD DVD para su popular consola Xbox 360.

## Historia
El 19 de noviembre de 2003, los miembros de DVD Forum decidieron, con unos resultados de ocho contra seis votos, que el HD DVD sería el sucesor del DVD para la HDTV. En aquella reunión, se renombró el, hasta aquel entonces, "Advanced Optical Disc". El soporte Blu-ray Disc que es de mayor capacidad, fue desarrollado fuera del seno del DVD Forum y nunca fue sometido a votación por el mismo.[cita requerida]
La especificación actual para el HD DVD y el HD DVD-RW se encuentra en su versión 1.0. La especificación para el HD DVD-R se encuentra en la versión 0.9.
El 19 de febrero de 2008, Toshiba, en rueda de prensa, anunció el final de la fabricación y distribución del HD DVD, dando al Blu-ray la victoria en la llamada «Guerra de los Formatos».

## Compatibilidad con anteriores tecnologías

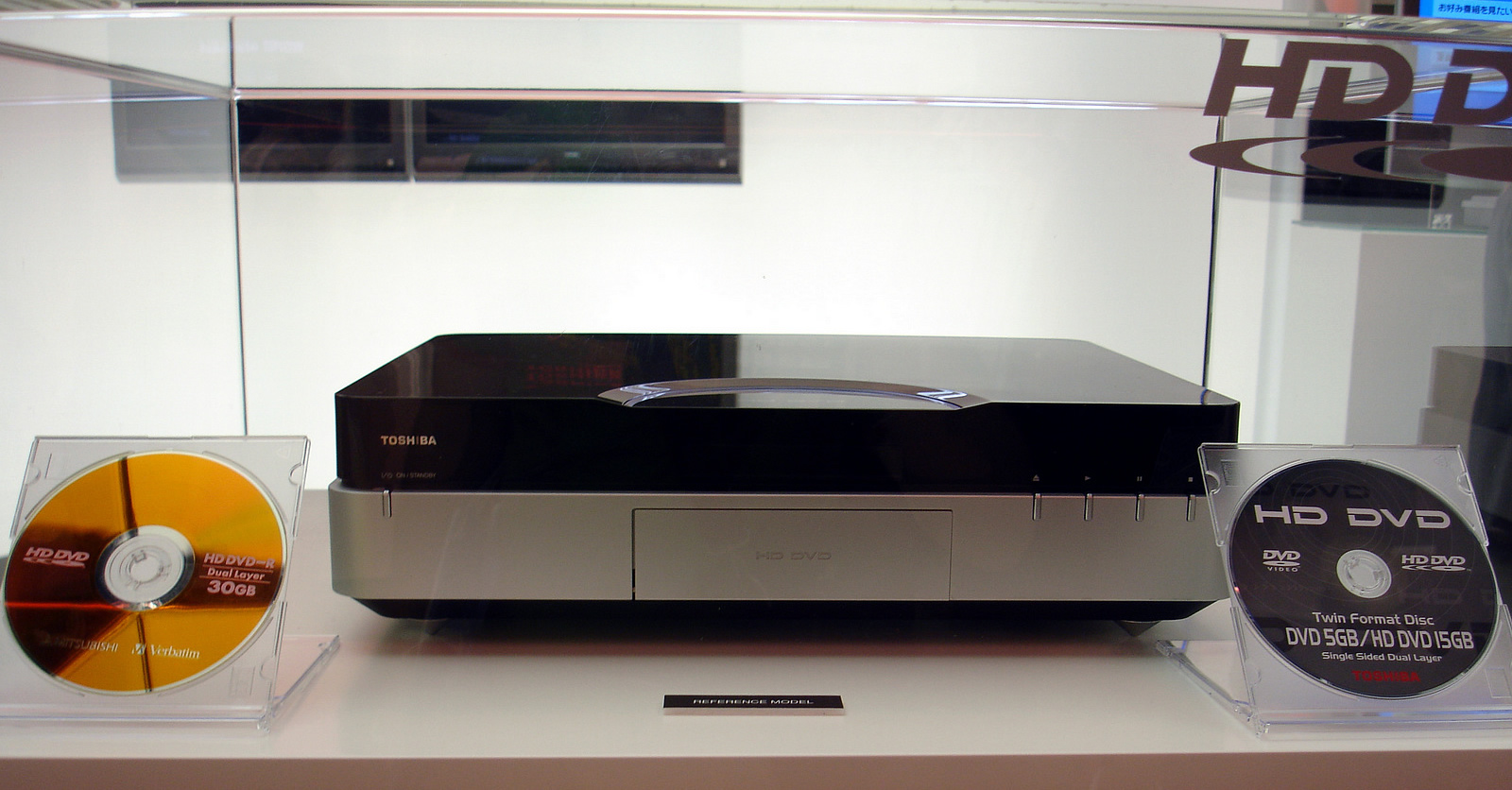
Un lector de discos IFA 2005 Toshiba HBS A 001.

Ya existen lectores híbridos capaces de leer y escribir CD, DVD y HD DVD. También se ha conseguido desarrollar un disco híbrido de DVD y HD DVD, de forma que se podría comprar una película que se puede ver en los reproductores de DVD actuales y, además, tener alta definición si se introduce en un reproductor de HD DVD. Sin embargo, dichos discos necesitan de doble cara (por un lado DVD de doble capa y por el otro HD DVD de una sola capa), debido a que la capa de datos es la misma en ambos formatos. Se ha conseguido un disco híbrido de una sola cara con una capa de DVD y otra capa de HD DVD.

## Empresas que apoyaban HD DVD

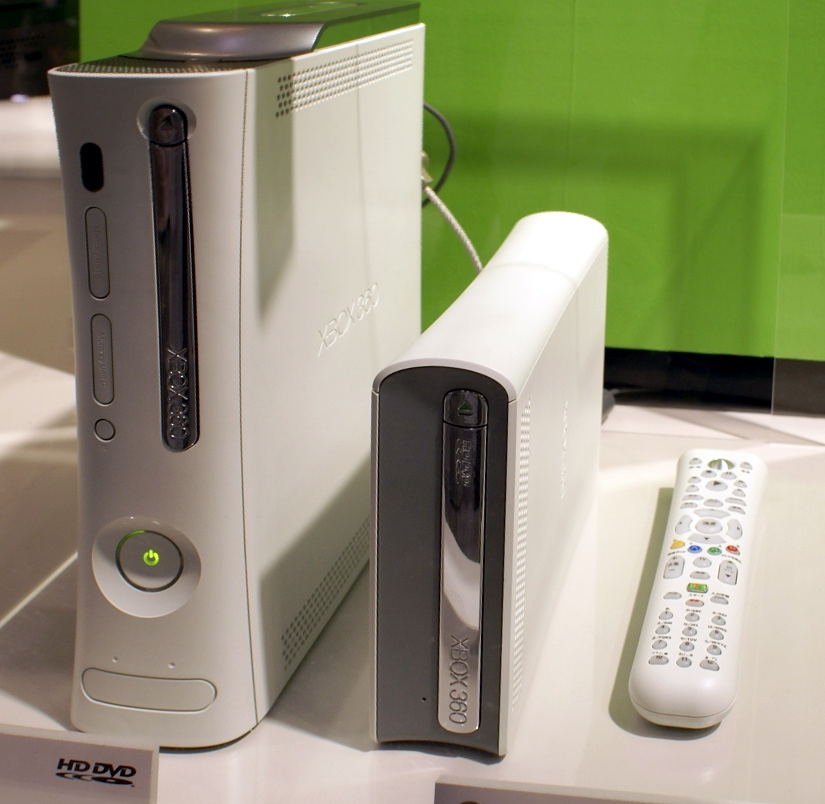
Xbox 360 con HD DVD.

Entre las empresas de electrónica e informática que apoyaron el HD DVD se encontraban Canon Inc., Digital Theater Systems, Hitachi Maxell Ltd., Intel, Kenwood Corporation, Microsoft, Mitsubishi Kagaku Media Co., Ltd., NEC Corporation, Onkyo Corporation, Sanyo Electric Co., Ltd., Teac Corporation.
Entre los estudios de cine que respaldaban al HD DVD encontramos Universal Studios, Paramount Home Entertainment, Dreamworks, The Weinstein Company, Image Entertainment, Magnolia Pictures, Brentwood Home Video, Ryko, Koch/Goldhil Entertainment, DeAPlaneta, Cameo Media, Filmax, Alliance Films(con distribución de Universal en Canadá e Inglaterra y Paramount en España). Cabe señalar que Warner Bros. aunque apoyaba inicialmente al HD DVD, ha anunciado que dejará de producir películas en este formato, y así, apoyará solamente al Blu-Ray.
Actualmente el HD DVD está descontinuado, pues Toshiba Corporation aceptó la derrota contra el otro soporte: el Blu-ray. Estas son las palabras que comentó el presidente de Toshiba corporation:Atsutoshi Nishida: «Hemos valorado el impacto a largo plazo de continuar con la Guerra de Formatos de Nueva Generación, y hemos concluido que una decisión rápida será lo mejor para el desarrollo del mercado». Esta situación para el HD DVD es muy mala porque ahora no se promocionarán, fabricarán ni comercializarán más reproductores o grabadores en formato HD DVD. El presidente de Toshiba terminó diciendo estas palabras: «Estamos muy decepcionados por la empresa y por los consumidores».

## Diferencias entre el HD DVD, el HD-VMD, el Blu-Ray y el DVD
|                                           | BD                                                         | HD DVD                                       | HD VMD                                     | DVD           |
| ----------------------------------------- | ---------------------------------------------------------- | -------------------------------------------- | ------------------------------------------ | ------------- |
| Capacidad en capa simple (GB)             | 23,3 25 27                                                 | 15                                           | 19                                         | 4,7           |
| Capacidad en capa doble (GB)              | 46,6 50 54                                                 | 30                                           | 24                                         | 8,5           |
| Capacidad en capa triple (GB)             | 100                                                        | No aplica                                    | No aplica                                  | No aplica     |
| Capacidad en capa cuádruple (GB)          | 128                                                        | No aplica                                    | No aplica                                  | No aplica     |
| Longitud de onda del rayo láser (nm)      | 405                                                        | 405                                          | 650                                        | 650           |
| Tasa de transferencia datos (Mb/s)        | 36,0 54,0                                                  | 36,55                                        | 40,0 (no indica si es datos o audio/vídeo) | 11,1 10,1     |
| Formatos soportados                       | MPEG-2 MPEG-4 AVC VC-1 HEVC en el caso de Blu-ray Ultra HD | MPEG-2 VC-1 (basado en WMV) H.264/MPEG-4 AVC | MPEG-1 MPEG-2 MPEG-4 AVC VC-1              | MPEG-1 MPEG-2 |
| Resistencia al maltrato y la suciedad     | Sí                                                         | No                                           | No                                         | No            |
| Resolución máxima de vídeo compatible (p) | 1080 y 4K en el caso de Blu-ray Ultra HD                   | 1080                                         | 1080                                       | 480 576       |

- Datos: Q178990
- Multimedia: HD-DVD / Q178990

## Descifrado de la seguridad AACS de los discos HD DVD
A principios de 2007 se descubrió una clave que permite quitar la protección AACS de los discos HD DVD y Blu-ray  , lo que permite reproducir el medio en cualquier sistema operativo y en otros reproductores no permitidos.
La demanda de la AACES Licensing Authority contra varios sitios de Internet exigiendo la eliminación de la clave de los sitios donde se hallaba publicada, aduciendo violación de la DMCA, generó una gran polémica que afectó particularmente al sitio de noticias Digg.